# بدعت در مسیحیت

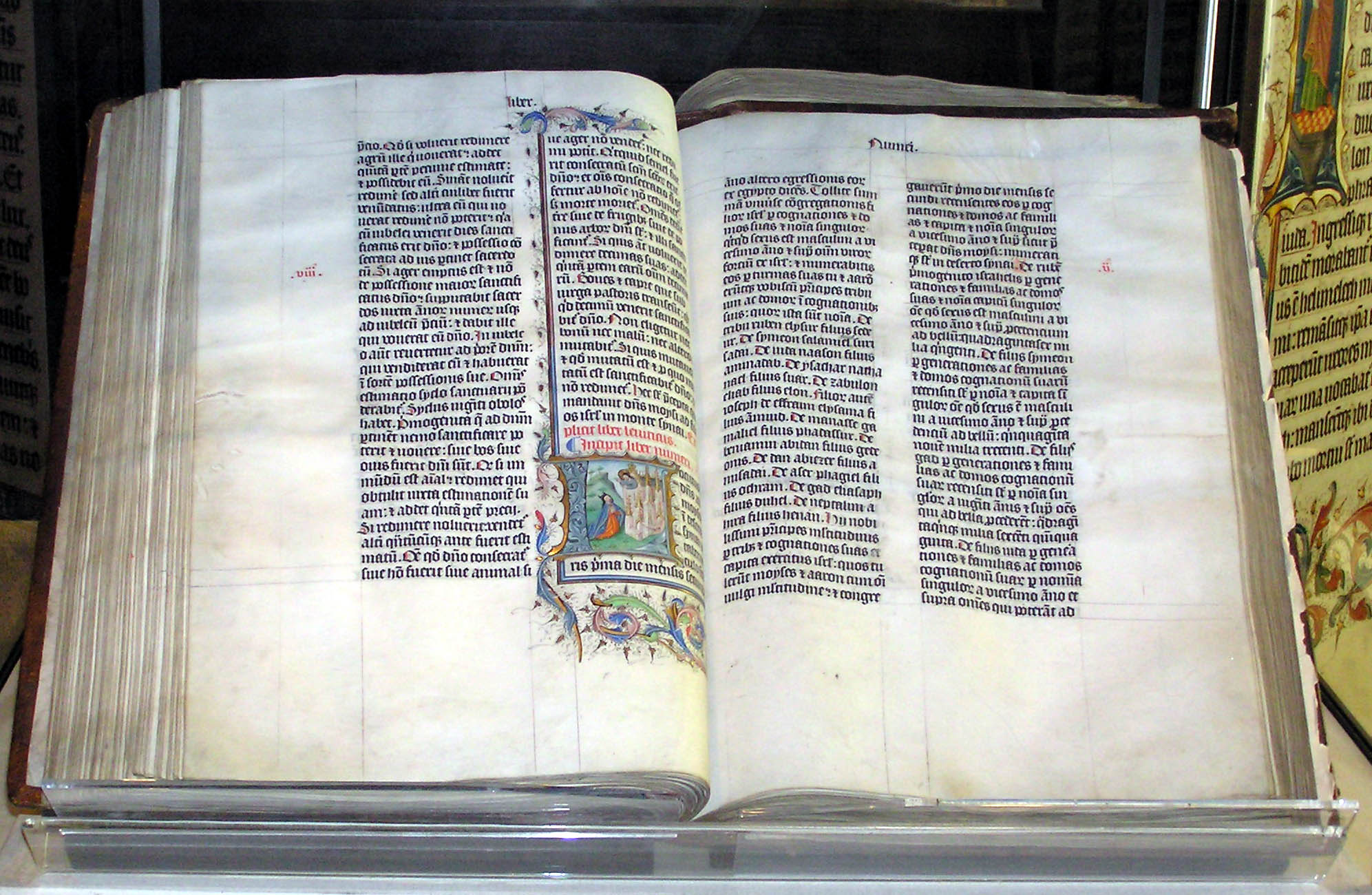
انجیل دست نوشته، سال ۱۴۰۷

بدعت در مسیحیت بیانگر انکار یا تردید رسمی یک دکترین اصلی ایمان مسیحی است، که توسط یک یا چند کلیسای مسیحی تعریف شده است.
مطالعهٔ بدعت مستلزم درک رشد ارتدکس و نقش عقیده در تعریف باورهای ارتدکس است، زیرا بدعت همیشه در رابطه با ارتدکس تعریف می‌شود. ارتدکس قرن‌هاست که با روشن ساختن باورهایی که در تقابل با افراد یا آموزه‌هایی که نادرست تلقی می‌شوند، خود را بر اساس ایمانش تعریف می‌کند.

## لغت‌شناسی
کلمه بدعت از haeresis، ترجمه لاتین کلمه یونانی بوده و در اصل به معنای انتخاب، برگزیدن، روش عمل، یا به معنای گسترده، یک فرقه یا مکتب فکری است، که در قرن اول دلالت بر جناح‌های متخاصم و روحیه حزب داشت. این کلمه در عهد جدید آمده است که معمولاً به عنوان فرقه ترجمه می‌شود  و توسط کلیسا به معنای فرقه یا اختلافی است که اتحاد مسیحیان را تهدید می‌کند. بدعت در نهایت به عنوان انحراف از ارتدکس تلقی شد، معنایی که در آن هترودوکسی بلافاصله پس از سال ۱۰۰ مورد استفاده مسیحیان بود. 

## تعریف
بدعت امروزه برای نشان دادن انکار یا تردید رسمی یک آموزه اصلی ایمان مسیحی که توسط یک یا چند کلیسای مسیحی تعریف شده است، استفاده می‌شود. این از هر دو ارتداد و انشقاق متمایز است، ارتداد تقریباً همیشه کنار گذاشتن همیشگی و کامل ایمان مسیحی پس از پذیرفته شدن آزادانه است.
و انشقاق، نقض رسمی و عمدی وحدت مسیحی و لغزش از کار نیکوست بدون اینکه اساساً مبتنی بر دکترین باشد.

## مسیحیت اولیه (قرن اول - حدود ۳۲۵ پس از میلاد)

### توسعه ارتدکس
توسعه آموزه‌ها، موقعیت ارتدکس، و رابطه بین کلیسای اولیه و گروه‌های بدعت‌گذار اولیه، موضوع بحث آکادمیک است. والتر بائر، در کتابش «ارتدکس و بدعت در مسیحیت اولیه»(۱۹۳۴/۱۹۷۱)، می‌گوید که در مسیحیت اولیه، ارتدکس و بدعت در ارتباط با یکدیگر به عنوان اولیه و ثانویه نبودند، اما در بسیاری از مناطق بدعت تجلی اصلی مسیحیت بود.
بائر به عنوان یک مورخ، در مقدمه کتابش، این دیدگاه عموما غالب را ارزیابی کرد، که در دوره خاستگاه مسیحی، آموزه‌های کلیسایی قبلاً چیزی را نشان می‌داد که اصلی است، در حالی‌که بدعت‌ها، به نوعی انحراف از واقعیت اصلی هستند.
محققانی مانند پیگلز و ایرمان کار خود را بر اساس تز اصلی بائر بنا نهادند.آنها با تکیه بر تمایزات بین یهودیان مسیحی، مسیحیان غیریهودی، و گروه‌های دیگر مانند گنوسی‌ها و مرقیونیه، استدلال می‌کنند که مسیحیت اولیه تکه‌تکه و با ارتدوکس‌های رقیب هم‌زمان بود. نظر ایرمان این است که در حالی‌که نکات آنچه بائر آورد بعداً رد شد، اما ادراکات او به‌طور گسترده توسط محققان پذیرفته شد و فراتر از تصور خود او تأیید شد.
آنگونه که ترنر، در پاسخ به تز بائر در سال ۱۹۵۴ کفته‌است، «آنچه به ارتدکس رسمی تبدیل شد، در اوایل توسط اکثر معلمان کلیسا آموزش داده شد، البته نه به شکل کاملاً توسعه یافته.» به گفته دارل باک، یک مدافع رسمی مسیحیت، نظریه بائر یک برابری بین کلیسای سازمان‌یافته و افراد خارج از کلیسا مانند شمعون مجوسی را نشان نمی‌دهد.

### گوناگونی
دوره قبل از نیقیه (قرن دوم تا سوم) شاهد ظهور تعداد زیادی از فرقه‌ها، شاخه‌ها و جنبش‌های مسیحی با ویژگی‌های وحدت‌بخش قوی بود که در دوره مبلغین وجود نداشت.آنها تفاسیر مختلفی از کتاب مقدس داشتند، به ویژه الوهیت عیسی و ماهیت تثلیث. برخی از فرقه‌ها، شاخه‌ها و جنبش‌های اصلی با تفاسیر متفاوت از کتاب مقدس با تفاسیر کلیسای پروتو-ارتدوکس عبارت بودند از:
- گنوسیسم (به ویژه والنتینیانیسم) - تکیه بر دانش مکشوف از خدای ناشناخته، الوهیت متمایز از عقل فعال که جهان مادی را آفریده و بر آن نظارت می‌کند.
- مرقیونیه - خدای عیسی خدایی متفاوت از خدای عهد عتیق بود.[۱۵]
- مونتانیسم - متکی بر آیات نبوی از روح‌القدس است.
- فرزندخوانده‌باوری - عیسی پسر خدا به دنیا نیامد، بلکه در هنگام غسل تعمید، رستاخیز یا عروج او به فرزندی پذیرفته شد.
- تجسم مثالی - عیسی روح پاک بود و شکل فیزیکی او یک توهم بود.

## اواخر باستان (۳۱۳–۴۷۶) و قرون وسطی اولیه (۴۷۶–۷۹۹)

### مسیح‌شناسی
اولین مناقشات در دوران باستان متأخر در مورد تفسیر الوهیت (ابدی) عیسی و انسانیت.عموماً ماهیت مسیح‌شناسی داشتند. در قرن چهارم، آریوس و آریانیسم معتقد بودند که مسیح، در حالی‌که صرفاً فانی نبود، تا ابد الوهیت نبود و بنابراین، از جایگاهی کمتر از خدای پدر برخوردار بود. آریانیسم در شورای نیقیه (۳۲۵) محکوم شد، اما با این وجود در بخش عمده قرن چهارم بر اکثر کلیسا تسلط داشت. این اغلب با کمک امپراتوران روم بود که از آنها حمایت می‌کردند.
تثلیث معتقد بود که خدای پدر، خدای پسر و روح‌القدس همگی کاملاً یک موجود با سه اقنوم هستند. ، Euchites یک فرقه بر قانونی قرن چهارم از مقدونیه معتقد بودند که خدای سه‌گانه خود را به یک شکل زیستی واحد تبدیل کرد تا با ارواح کامل متحد شود. آنها ضد روحانی بودند و غسل تعمید و مقدسات را رد می‌کردند و معتقد بودند که با دعا می‌توان بر احساسات غلبه کرد و به کمال رسید.

### سرکوب قانونی ارتداد
پس از قانونی شدن مسیحیت، که در زمان کنستانتین یکم در سال ۳۱۳ آغاز شد، در کلیسای ارتدوکس اعتقادات مختلف شروع شد و از طریق فتواهای اعلام شده توسط شورای سراسری مسیحیت، ترویج و فرموله شد.اولین استفاده شناخته‌شده از اصطلاح "ارتداد" در زمینه حقوق مدنی در سال ۳۸۰ توسط فرمان تسالونیکی" تئودوسیوس اول بود.

## قرون وسطی عالی (۸۰۰–۱۲۹۹) و قرون وسطی متأخر و اوایل رنسانس (۱۳۰۰–۱۵۲۰)
از اواخر قرن یازدهم به بعد، با رایج شدن فزاینده گزارش‌ها، بدعت بار دیگر مورد توجه مقامات کاتولیک قرار گرفت،

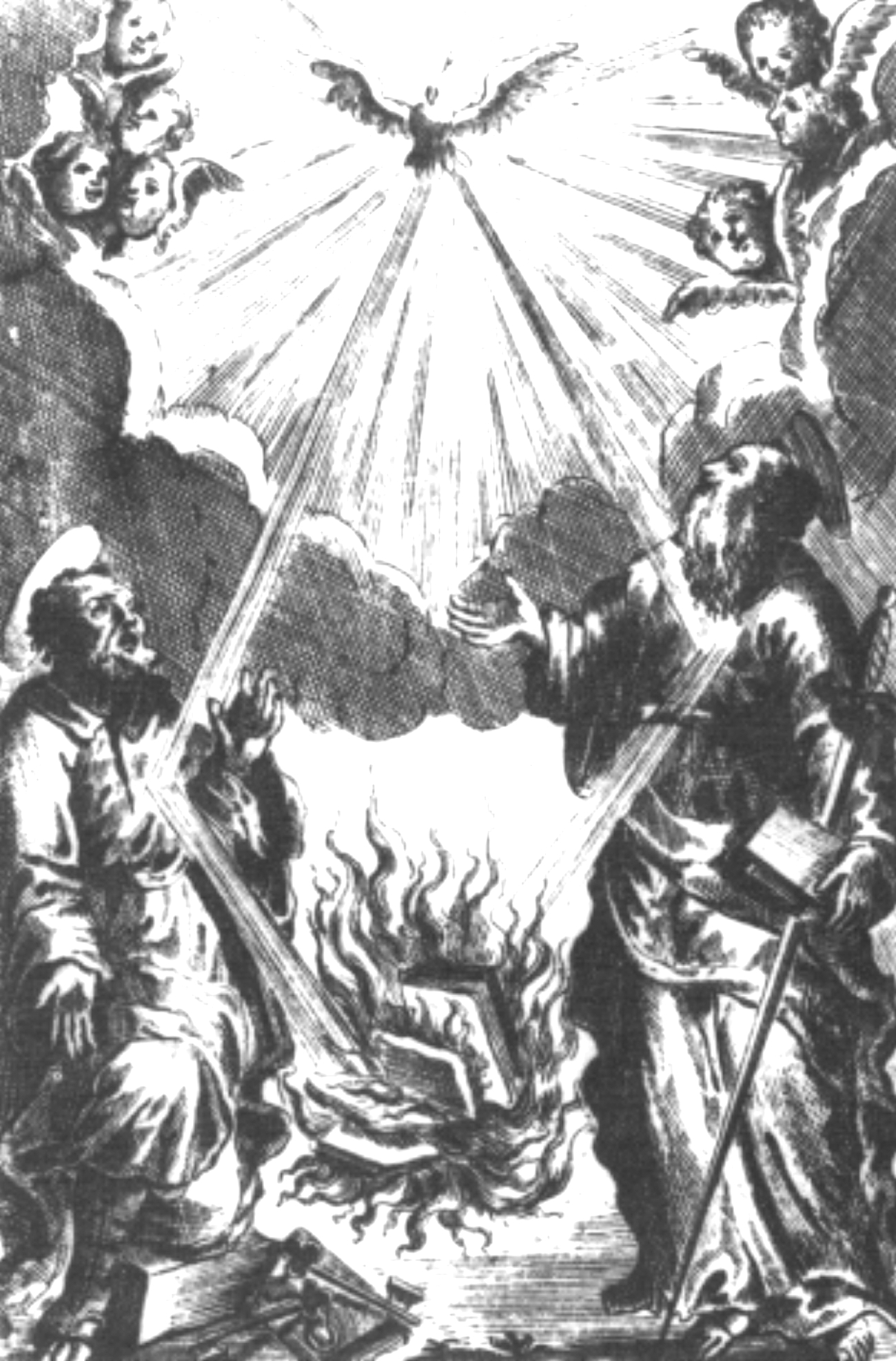
این تصویر مربوط به سال ۱۷۱۱ میلادی، برای Index Librorum Prohibitorum (فهرست کتاب‌های ممنوعه) روح‌القدس را به تصویر کشیده است که آتش سوزاندن کتاب‌ها را تأمین می‌کند.